# Lake Rotoiti (Tasman)
Der Lake Rotoiti ist ein Gebirgssee in der Region Tasman auf der Südinsel von Neuseeland.

## Geographie
Der Lake Rotoiti befindet sich auf einer Höhe von 620 m zwischen den bis zu 1915 m hohen St Arnaud Range im Osten und der bis zu 1813 m hohen Robert Ridge im Westen. Saint Arnaud, ein bekannter Ausflugsort mit Zugang zum See, liegt am nordöstlichen Ende des Sees. Der Lake Rotoiti erstreckt sich mit einer Flächenausdehnung von 9,2 km² über eine Länge von rund 8,5 km in Nord-Süd-Richtung und weist an seiner tiefsten Stelle eine Tiefe von 82 m auf. Das nördliche Drittel des Sees weist eine Breit von maximal 2,7 km auf, wohingegen der südliche Teil des Sees ein Drittel schmaler ausgeführt ist.
Gespeist wird der Lake Rotoiti neben den von den umliegenden Bergen kommenden kleineren Streams hauptsächlich vom Travers River, der seine Wässer von Süden her an der Südspitze des Sees zuträgt. Entwässert wird der Lake Rotoiti über den Buller River in der West Bay am nordwestlichen Ende des Sees.

## Geologie
Der See entstand in der Eiszeit und wurde von Gletschern geformt. Der nördliche Teil des Sees und der Ort Saint Arnaud liegen direkt auf der Alpine Fault, einer geologische Verwerfung, in der die Pazifische Platte auf die Australische Platte trifft und Ursache für zahlreiche Erdbeben entlang dieser Grenze ist. 

## Nelson Lakes National Park
Der Lake Rotoiti ist Teil des Nelson Lakes National Park, der hier im Nordosten seinen Anfang hat und sich über 1020 km² nach Südwesten erstreckt.

## Wanderwege
Rund um den See herum führt ein Wanderweg, der in der Kerr Bay bei Saint Arnaud startet und an der Ostseite des Sees als Lakehead Track bis zur Südspitze des Sees zur Lakehead Hut führt. Auf der Westseite des Sees kann dann der Rückweg über die Coldwater Hut und über den Lakeside Track angetreten werden. Für Kurzwanderer bietet sich an der Nordweite des Sees der Peninsula Nature Walk an, der die beiden Buchten miteinander verbindet.
Ein Wassertaxi kann aber den Rückweg von den beiden Hütten verkürzen.